# José del Castillo Saviñón
José Manuel del Castillo Saviñón (nacido el 1 de marzo de 1975 en Santo Domingo) es un empresario, abogado y político dominicano. Fue Ministro de Industria y Comercio de la República Dominicana, Presidente del Consejo Directivo del Instituto Dominicano de las Telecomunicaciones y Senador por la provincia de Barahona

## Biografía
José Manuel del Castillo Saviñón nació en Santo Domingo el 1 de marzo de 1975, es hijo de la investigadora científica Hilda Saviñón Guerra y el sociólogo José del Castillo Pichardo; es el hijo mayor de dos que tuvo el matrimonio.
Realizó sus estudios primarios en el Colegio Dominicano De La Salle graduándose de Bachiller en Ciencias y Letras en el 1992, ese mismo año comenzó la carrera de Ciencias Jurídicas en la Pontificia Universidad Católica Madre y Maestra finalizando en el 1996 y posteriormente matriculándose para realizar una maestría en Legislación Económica y Derecho Empresarial.
En el 1996 realizó la tesis "La República Dominicana ante la Organización Mundial del Comercio" la misma le sirvió como catapulta al sector público cuando fue buscado por el Poder Ejecutivo para asesoría en materia de industria y comercio. Posteriormente en el 2003 sucedió a Servio Tulio Castaños como Consultor Jurídico del Senado de la República Dominicana y más tarde fue asesor de la Comisión de Industria y Comercio de dicho órgano legislativo. Gran parte de su carrera la ha dedicado al sector privado presidiendo "Gabinete Económico, S. A"  una firma que ha servido a prestigiosas empresas nacionales e internacionales en materia de asesoría legal y empresarial.

## Vida política

### Inicios
Fue desde muy joven consultor jurídico del Senado de la República Dominicana en materia de Industria y Comercio, posterior a esto se retira de la vida política hasta 2006.
En ese mismo año se inició en el proyecto presidencial del entonces secretario de la Presidencia Danilo Medina por vía del empresario Gonzalo Castillo quién lo llevó a las filas del PLD. Desde entonces desarrolló junto a un equipo conformado por empresarios y políticos el proyecto político que llevaría a Danilo Medina dos veces a la Presidencia de la República Dominicana, dentro de este equipo José Del Castillo fungió como coordinador financiero de la campaña y también siendo su representación en el área suroeste del país mediante el movimiento político independiente "Sector Externo con Danilo".

### Primeras funciones
El 15 de marzo de 2011 fue nombrado por el entonces presidente de la República Leonel Fernández junto al también empresario Manuel García Arévalo como viceministro de Industria y Comercio en el área de Hidrocarburos y Minería, cargo que ostentó hasta el 16 de agosto del 2012 cuando fue nombrado como Ministro de Industria y Comercio al asumir el primer período del mandatario Danilo Medina convirtiéndose en el ministro de primera categoría más joven (con 37 años de edad) de la historia democrática de la República Dominicana hasta la designación en 2019 de Juan Ariel Jiménez Núñez (con 34 años).

### Senaduría
José Del Castillo Saviñón fijó su residencia en 2009 en la ciudad sureña Barahona donde posteriormente comenzaría a desarrollar su propio proyecto político en miras de perfilarse como candidato al Senado en representación dicha provincia. Ha sido distinguido por esta provincia con reconocimientos como "Hijo adoptivo de Barahona" y "Ciudadano Distinguido" entre otros, aunque se perfilaba como virtual ganador con más del 60% del electorado a su favor, renuncióa su candidatura para apoyar nueva vez a quién fuese su mentor político Danilo Medina en miras de proyectarse nuevamente como Presidente de la República Dominicana.
Desde el 2017 José Del Castillo Saviñón retomó su proyecto político para ser candidato por el PLD para senador por la provincia de Barahona resultando electo para esta posición en julio de 2020 y siendo derrotado en las elecciones del 2024.

### Desarrollo de su vida política
Durante los primeros cuatro años del presidente Danilo Medina, José Del Castillo Saviñón ostentó el cargo de Ministro de Industria y Comercio, bajo su dirección el Ministerio de Industria y Comercio y PyMes, como pasó a llamarse el Ministerio en 2016, fomentó importantes avances en el área de Micro, pequeñas y medianas empresas, minería, hidrocarburos, comercio, inversión internacional y zonas francas. Se desempeñó como miembro importante de varias comisiones mixtas bilaterales que trataron asuntos de Diplomacia, Comercio, Seguridad, entre otros temas de interés con el vecino país de Haití. Así mismo desarrolló una excelente relación con el sector empresarial y de zonas francas del país, siendo reconocido por gremios empresariales y sindicalistas como la Asociación de Industriales de Herrera, la Asociación Nacional de Hoteles y Restaurantes, el Consejo Nacional de la Empresa Privada, la Asociación Nacional de Jóvenes Empresarios, y la Cámara Americana de Comercio en la República Dominicana así como por la Embajada de los Estados Unidos de América y la Embajada de Canadá en el país.
Durante su gestión el Ministerio de Industria y Comercio fue reconocido con el Premio Nacional a la Calidad del Sector Público en categoría Oro.
En el 2015 su hermana Laura Del Castillo Saviñón renunció a la nominación que hiciese el propio presidente Danilo Medina para que formase parte de la Comisión Nacional de Defensa de la Competencia (ProCompetencia), importante órgano regulador que busca igualdad en el comercio y evitar el Monopolio comercial. 
Laura Del Castillo es una destacada abogada muy ligada al sector empresarial y de competitividad, ha sido miembro del CEI-RD, ha sido propulsora de varias leyes como la Ley de Reestructuración y Liquidación de Empresas y Personas Físicas Comerciales, así como de la democratización y simplificación en la creación de empresas en la República Dominicana. También ha sido reconocida por la Cámara Americana de Comercio
Las últimas funciones de Del Castillo Saviñón como miembro de los gobiernos de Danilo Medina las ocupó como Presidente del Consejo Directivo del Instituto Dominicano de las Telecomunicaciones desde febrero de 2016 hasta agosto de 2018 cuando quedó sin funciones para concentrarse en retomar su proyecto político de representar su provincia de Barahona en el Senado de la República Dominicana.